# Fossillagerstätte Hrútagil
Die Fossillagerstätte Hrútagil ist ein kleines paläontologisches Fundgebiet im Nordwesten von Island. Hier wurden Fossilien im Alter von ca. 8–9 Ma, also aus dem Miozän, in einem sehr guten Zustand gefunden (Konservatlagerstätte). Sie gehören zu den bisher wenigen in Island gefundenen, von terrestrischen und/oder einst im Süßwasser lebenden Tieren stammenden, Fossilen. Sie bieten den Forschenden wichtige Einblicke darein, was sich zu dieser Zeit im heutigen Island abspielte, und zeigt Übereinstimmungen mit Nordamerika auf.

## Geographische Lage
Die Hrútagil-Lagerstätte liegt im Hrútagil (de. Widdergraben), Mókollsdalur (isl. dalur ~ de. Tal), Kollafjörður (de. Kohlefjord), Vestfirðir (de. Westfjorde), Island.Koordinaten: 65° 30′ 50″ N, 21° 31′ 39″ W
| Hrútagil                                         |
| Geografische Koordinaten: 65°30′50″N, 21°31′39″W |

## Geologie

### Geologischer Rahmen
Die Fossilfundstellen in Hrútagil befinden sich im Nordwesten Islands und gehören zur rund 9–8 Millionen Jahre alten Skarðsstönd–Mókollsdalur-Formation (Kalium-Argon-Datierung, McDougall et al. 1984). Diese Formation ist Teil der vulkanisch-sedimentären Gesteinseinheiten, die im südöstlichen Abschnitt der nordwestlichen Halbinsel Islands aufgeschlossen sind. Sie ist die jüngste fossilführende Sedimenteinheit der Region und lässt sich entlang des Skarðsströnd über das Hochland bis hin zum Kollafjörður verfolgen.
Die Gesteinsschichten in Hrútagil sind mit über 120 m deutlich mächtiger als in anderen Abschnitten dieser Formation (dort meist nur 5–35 m). Die fossilführenden Schichten bestehen in den unteren Geteinseinheiten vorwiegend aus Hyaloklastit, Brekzien und Sandsteinen, darüber Sand- und Schluffstein. Darauf lagern nun Tonstein, Schluffstein und organikreiche Lagen (Diatomit und Braunkohle) im obersten Abschnitt, in diesem wurden auch die Pflanzen- und Tierfossilien gefunden.
Die Sedimente wurden in einem einstigen Süßwassersee abgelagert, der sich innerhalb einer kollabierten Caldera eines erloschenen Vulkansystems befand. Hinweise auf dieses Vulkansystem ergeben sich aus tektonischen Verschiebungen, Intrusiven Körpern mit einem Strahlensystemen aus vulkanischen Gängen, erhaltenen Tufflagen. Selbige geologische Strukturen finden sich auch in den umliegenden Tälern Þrúðardalur und Steinadalur.
Die Gesteinsabfolge ist durchzogen von vulkanischen Zwischenlagen, die auf eine aktive vulkanische Phase während der Sedimentation hinweisen.

### Entstehungsgeschichte
Die Sedimente von Hrútagil lagerten sich innerhalb eines früheren Süßwassersees ab, der sich in einer großen Caldera eines mittlerweile erloschenen Zentralvulkans gebildet hatte.
Die fossilen Insekten, für die Hrútagil bekannt ist, stammen aus einer nur 40–80 cm dicken, geschichteten Vulkanascheschicht, etwa 50 m unterhalb der Profiloberkante. Sie wurden vermutlich durch vulkanische Eruptionsereignisse und damit verbundene Ascheeinträge oder Gasemissionen innerhalb der Caldera getötet und konserviert.
Die darüber liegenden Schichten enthalten zahlreiche fossile Pflanzen und spiegeln die Vegetation an den Ufern und Berghängen des Caldera-Sees wider.

### Datierung
Datiert werden die Funde auf ca. 9–8 Millionen Jahre – also ins Miozän. Als Teil Skarðsstönd–Mókollsdalur-Formation.  Zum Einsatz kam die Kalium-Argon-Datierung (McDougall et al. 1984).

## Taphonomie
Aus taphonomischer Sicht ist die Erhaltung außergewöhnlich gut:
- vollständige Insektenkörper

- feinste Strukturen wie Flügeladern sind erhalten

Gründe für gute die außergewöhnlich gute Konservierung:
- Tötung durch thermischen Stress/Gasemissionen → Körper bleiben intakt
- schnelle und lückenlose Sedimentation durch Ascheregen (40–80 cm mächtig, ca. 50 m unterhalb der Profiloberkannte)
- anoxische Bedingungen am Seegrund → verhindert Zersetzung
- geringe Bioturbation
- Sehr feine limnische Sedimente sprechen für ruhige Wasserbedingungen ohne Durchmischung

Das macht die Fossillagerstätte Hrútagil zu einer Konservatlagerstätte, also einen Ort, an dem unter besonderen Bedingungen außergewöhnlich gut erhaltene Fossilien konserviert wurden. Die alles erlaubt präzise Rückschlüsse auf die damaligen Lebensbedingungen.

## Funde

### Flora
Die hier gefundenen florischen Fossile Stammen aus dem miozänischen Wald, der sich wahrscheinlich vom Ufer des Kratersees bis über den Kraterrand hinaus erstreckte, sowie vereinzelte Wasserpflanzen. Die Fundstücke umfassen überwiegend Pollen, allerdings auch Blätter und Samen. Hauptsächlich von Arten die auch in Nordamerika zu finden sind. Thomas Denk et al. fassen diese Arten als „The Classic Surtarbrandur Floras“ zusammen.

#### Moose und Farne (BryophytenundPteridophyten)
Anzahl der Ordnungen: 8
- Bärlappgewächse (Lycopodiaceae) (3)
  - Lycopodiella
  - Lycopodium
  - Huperzia
- Königsfarngewächse (Osmundaceae) (1)
  - Osmunda
- Tüpfelfarngewächse (Polypodiaceae) (2)
  - Polypodiaceae gen. et spec. indet. 1
  - Polypodiaceae gen. et spec. indet. 6
- Incertae sedis – unbestimmte Sporen (2)
  - Monolete spore, fam., gen. et spec. indet. 1
  - Monolete spore, fam., gen. et spec. indet. 2

#### Nacktsamer (Gnetales,Ginkgoales,Coniferales)
Anzahl der Ordnungen: 9
- Kieferngewächse (Pinaceae) (8)
  - Abies
  - Larix
  - Picea
  - Pinus sp. 1 (Diploxylon Typ)
  - Pinus sp. 2 (Haploxylon Typ)
  - Pseudotsuga
  - Tsuga sp.1
  - Tsuga sp.2
- Schirmtannen (Sciadopityaceae) (1)
  - Sciadopitys

#### Bedecktsamer (Angiospermen)
Holzige & Krautige Angiospermen
Anzahl der Ordnungen: 27
- Doldenblütler (Apiaceae) (1)
  - Apiaceae gen. et spec. indet. 5
- Stechpalmen (Aquifoliaceae) (1)
  - Ilex sp. 2
- Korbblütler (Asteraceae) (1)
  - Asteraceae gen. et spec. indet. 1
- Birkengewächse (Betulaceae) (3)
  - Alnus
  - Betula
  - cf. Carpinus
- Gewürzstrauchgewächse (Calycanthaceae) (1)
  - aff. Calycanthaceae
- Hartriegelgewächse (Cornaceae) (1)
  - Cornus
- Heidekrautgewächse (Ericaceae) (1)
  - Rhododendron
- Buchengewächse (Fagaceae) (2)
  - Fagus
  - Quercus
- Walnussgewächse (Juglandaceae) (2)
  - Cyclocarya
  - Pterocarya
- Gagelstrauchgewächse (Myricaceae) (1)
  - Myrica
- Süßgräser (Poaceae) (1)
  - Poaceae gen. et spec. indet. 1
- Hahnenfußgewächse (Ranunculaceae) (2)
  - Thalictrum
  - Ranunculaceae gen. et spec. indet. 2
- Weidengewächse (Salicaceae) (1)
  - Salix
- Seifenbaumgewächse (Sapindaceae) (2)
  - Acer crenatifolium subsp. islandicum
  - Ace askelssonii
- Trochodendraceae (1)
  - Tetracentron atlanticum
- Ulmengewächse (Ulmaceae) (1)
  - Ulmus section Ulmus sp
- Incertae sedis – Magnoliophyta (3)
  - Dicotylophyllum sp. D
  - Dicotylophyllum sp. E
  - Angiosperm fam. et gen. indet. A

#### Kletterpflanzen (Lianas)
--- Keine Funde ---

### Fauna
Die im Hrútagil gefundenen Faunen umfasst Vertreter der Cladocera (Crustacea: Branchiopoda) und sieben Insektenordnungen, darunter mehrere Morphotypen der Ordnungen Plecoptera, Dermaptera, Hemiptera (Cercopoidea, Aphididae), Coleoptera, Hymenoptera, Trichoptera (Drusinae) und Diptera (Bibionidae).
Hrútagil ist vor allem bekannt für seine fossilen Insekten, daher liest man in der Literatur oft von der „Hrútagil Insect Assemblage“. Die terrestrischen Fossile sind außergewöhnlich gut erhalten und zumeist vollständig und damit anschaulicher als die florischen Fossile.

#### Wirbellose
Anzahl der Ordnungen: 8
- Krebstiere (Crustacea) (1)
  - Cladocera (Wasserflöhe – Planktonische Kleinkrebse, häufig in Süßwasserseen)

- Insekten (Insecta) (7)
  - Plecoptera (Steinfliegen – Indikator für saubere Fließgewässer)
  - Dermaptera (Ohrwürmer)
  - Hemiptera (Schnabelkerfe)
  - Cercopoidea (Schaumzikaden)
  - Aphididae (Blattläuse)
  - Coleoptera (Käfer)
  - Hymenoptera (Hautflügler – z. B. Wespen, Bienen, Ameisen)
  - Trichoptera (Köcherfliegen)
    - Drusinae (eine aquatische Unterfamilie)

  - Diptera (Zweiflügler)
    - Bibionidae (Märzfliegen)

#### Fische und Amphibien
--- Keine Funde ---

#### Reptilien und Vögel
--- Keine Funde ---

#### Säugetiere
--- Keine Funde ---

## Forschungsgeschichte

### Wissenschaftliche Ausgrabungen & Publikationen
- 1972:  Erste systematische Untersuchungen und Sammlung von Pflanzenmakrofossilien durch Friedrich et al. (1972). Dies gilt als eine der frühesten wissenschaftlichen Arbeiten zur Fossilflora der Fundstelle.
- 1978:  Weitere paläobotanische Arbeiten durch Akhmetiev et al., die die Bedeutung von Hrútagil als bedeutendste Fundstelle der Skarðsströnd–Mókollsdalur Formation betonen.

- 1984:  Datierungen der Gesteine (zwischen 9 und 8 Mio. Jahren) durch McDougall et al., die die stratigraphische Einordnung der Fossilien verbessern.

- 2002–2006:  Detaillierte stratigraphische, sedimentologische und paläontologische Studien, vor allem durch isländische und europäische Forscher, darunter Grímsson und Símonarson (2006), die auch fossile Insekten erstmals ausführlicher beschreiben.

- 2005 & 2011:  Weitere wichtige Arbeiten zur Pflanzenvielfalt und Ökologie durch Denk et al., die umfangreiche Florenanalysen durchführen und die Fundstelle international bekannt machen.